# عبد الرزاق بن حمادوش الجزائري
عبد الرزاق بن حمادوش (1695م الجزائر – 1780م) عالم مالكي ورحالة وطبيب جزائري

## سيرة
ولد بالجزائر سنة 1107 هجرية 1695م من أسرة بسيطة كانت تعمل في الدباغة ولا توجد معلومات عن سنة ومكان وفاته، لكن الأغلب أنه تُوفي بالمشرق ما بين سنوات 1197 /هـ 1783م و1200هـ/1786م. اشتغل بقراءة الكتب ودراسة العلوم المختلفة، اشتهر بعلم النبات والطب والصيدلة والفلك والمنطق والنحو والادب وغلبت على تآلفيه العلوم التجريبية. عاصر الكثير من الاحداث في القرن الثامن عشر منها احتلال الإسبان لمدينة وهران عام 1732م، وثورة أحمد الريفي المغربي وفراره إلى الجزائر، وقد شاهد الثورة عيانا وروي أحداثها بكثير من التفصيل في رحلته.

## شيوخه
تتلمذ عبد الرزاق بن حمادوش على يد الكثير من الشيوخ في بلده الجزائر منهم الشيخ محمد بن ميمون كما عاصر المفتي الشاعر ابن على وعبد الرحمن الشارف احمد بن عمار صاحب نحلة اللبيب واحمد الزروق البوني وممن قرأ عليهم واجازوه في المغرب الشيخ محمد بن عبد السلام البناني الفاسي واحمد الورززي التيطواني واحمد السرائري واحمد بن المبارك أما من تونس فلم يذكر من شيوخه الا الشيخ محمد زيتونة الذي يسميه شيخنا والشيخ محمد الشافعي الذي التقي به في الجزائر ورغم انه درس على طريقة أهل زمانه غير انه كان منصبا أكثر على الكتب العلمية ومن العلماء اللذين درس لهم ابن سينا والانطاكي والقلصادي وابن بيطار واقليدس وغيرهم من العلماء المسلمين واليونان.

## مؤلفاته
من مؤلفاته:

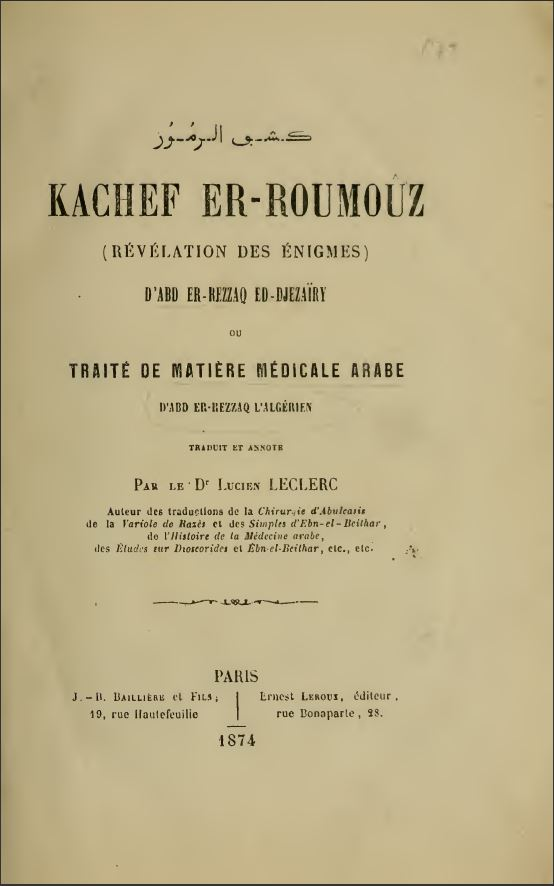
كتاب كشف الرموز لعبد الرزاق بن حمدوش الجزايري

- رحلته المشهورة التي سماها «لسان المقال في النبأ عن الحسب والنسب والحال».[6][7]
- شرح على قصيدة الربع على كردفر[7]
- تأليف على الروزنامة
- تأليف في الأعشاب (لعله هو كشف الرموز المطبوع)
- تأليف في علم الفلك
- تأليف في الاسطرلاب والربع المقنطر
- تأليف في القوس لرصد الشمس
- تأليف عن الرخامة الظلية بالحساب
- تأليف في صورة الكرة الأرضية
- تأليف في علم البلوط (معرفة الطرق البحرية)
- الجوهر المكنون من بحر القانون (في الطب)والجزء الرابع منه هو كشف الرموز في العقاقير والاعشاب.
- بغية الاديب في علم التكعيب واسمه أيضا فتح المجيب في علم التكعيب
- تأليف في علم البونبة (المتفجرات)
- تعديل المزاج بسبب قوانين العلاج
- تأليف في الطاعون
- تأليف في المنطق سماه الدرر على المختصر (مختصر الشيخ محمد بن يوسف السنوسي)
- تأليف النحو (السانح)و هو شرح على الفية ابن مالك
- بعض المقامات الأدبية